# Sosnowski (muzyk)
Sosnowski albo Bart Sosnowski, właśc. Bartosz Sosnowski (ur. 30 kwietnia 1983 w Warszawie, zm. 8 września 2021 tamże) – polski piosenkarz bluesowy, kompozytor, gitarzysta; grał również na banjo i instrumentach perkusyjnych. Miał charakterystyczny, chropowaty głos.

## Życiorys
Jego debiutancki album został zarejestrowany w całości na sprzęcie, który mieści się w jednej torbie podróżnej, stąd jego nazwa The Hand Luggage Studio. Znany był z występów na festiwalach: Enea Spring Break, ZEW się budzi Festiwal, Suwałki Blues Festival, Polish Blues Challenge czy Blues Maraton. Wystąpił również na Męskim Graniu. Nagrodzony Nagrodą Muzyczną Programu Trzeciego – „Mateusz”, „Szczotą” na Offensywie De Luxe, a także Grand Prix na Suwałki Blues Festival czy drugim miejscem w plebiscycie magazynu „Twój Blues” w kategorii Odkrycie roku. Polski reprezentant na European Blues Challenge 2020 w Holandii. Nominowany do Fryderyka 2020 w kategorii Album roku blues. Zmarł nagle w wieku 38 lat. Pochowany na Cmentarzu Bródnowskim (kwatera 14I-6-12).

## Dyskografia

### Albumy
| Rok  | Dane dot. albumu | Najwyższa pozycja na liście |
| Rok  | Dane dot. albumu | POL                         |
| ---- | --- | --------------------------- |
| 2019 | The Hand Luggage Studio - Wydany: 7 września 2018; reedycja: 4 października 2019 - Wytwórnia: Sosnowski Publishing; RE: Mystic Production - Format: CD, digital download | 20                          |
| 2020 | Tylko się nie denerwuj - Wydany 28 lutego 2020 - Wytwórnia: Sosnowski Publishing; RE: Mystic Production - Format: CD, digital download                                   | 28                          |

### Minialbumy
- 2006: Blokada

### Single
- 2018: „Where Do We Go”, „Stealing, Robbing, Naked Swimming”, „Prosta piosenka o przemijaniu” (oraz Hook Benz), „Głową w dół”, „Gniew”
- 2019: „Deszcz”
- 2020: „Dalej”, „Wieloryb”, „Jak na psy”, „Po prostu”, „Odmrożeni” (oraz Limboski)
- 2021: „Hej!” (oraz Małgorzata Ostrowska)
- 2022: „Pył”